# Nis Puk

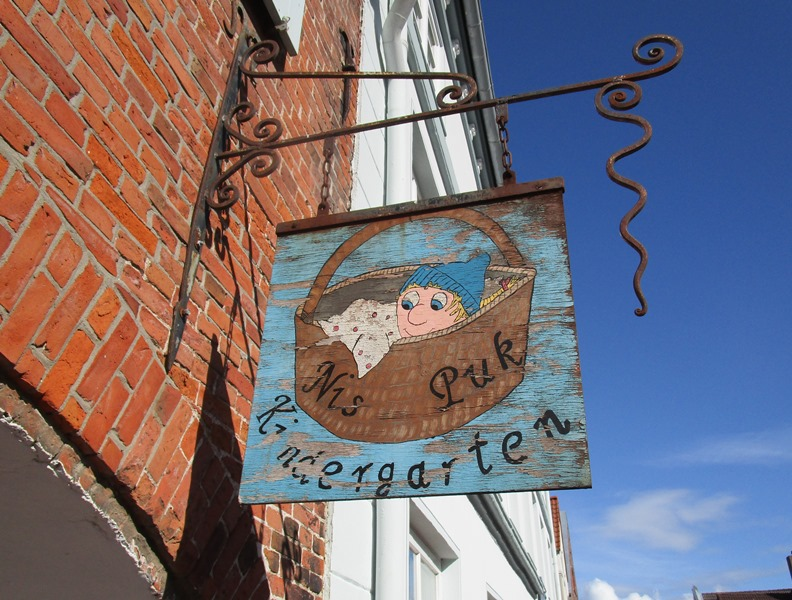
Nis Puk på en skylt i Tönning.

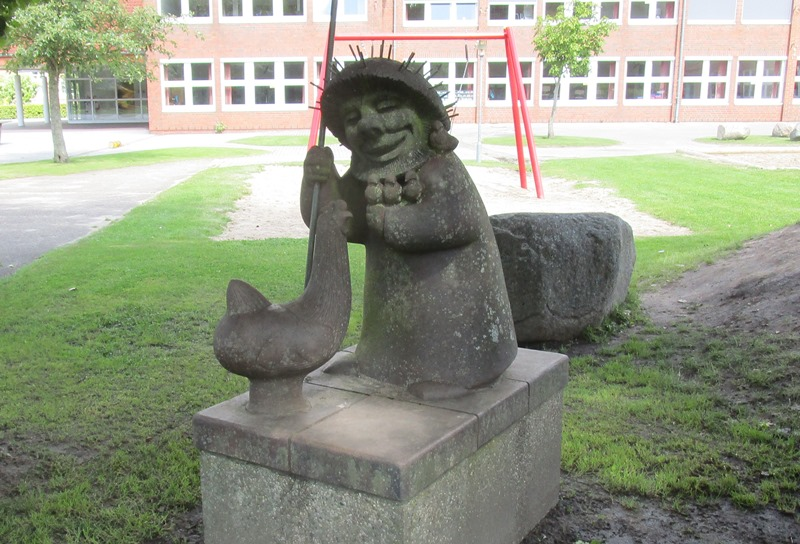
Staty av Nis Puk i Neukirchen.

Nis Puk (nordfrisiska: Nes Pük) är enligt nordisk folktro en kobold som bor i  
Sønderjylland i gränsområdena mellan Danmark och Tyskland. 
Nis Puk skyddar gården och djuren och håller ordning om de och gårdens barn behandlas väl av ägarna. Han bor på loftet eller i stallet och visar sig bara för djuren och barnen. Till jul skall han ha en skål gröt med en smörklick i. Om han inte får sin gröt flyttar han till en annan by och låter gården förfalla.
Nis Puk är snäll och sägs sopa golv och trappor på natten när alla andra sover, men kan också ställa till med hyss. Han är klädd i byxor,  jacka och rödvita strumpor och har en mössa på huvudet som gör honom osynlig. Han skildras i flera sägner från Nordfriesland.
Den tyska författaren Boy Lornsen har skrivit flera barnböcker om Nis Puk.